# James Gaines
James Gaines, także Jaimes Gaines, Jim Gaines i James Gainers, właśc. James Larry M. Gaines Jr. (ur. 18 maja 1955 w Maui) – amerykańsko-filipiński aktor, scenarzysta i reżyser filmowy.

## Życiorys

### Wczesne lata
Urodził się na Hawajach na wyspie Maui. Jego ojciec był Afroamerykaninem, a matka Hawajką. W 1965 jego ojciec został pracownikiem ambasady amerykańskiej w Manili. Mały Jim wraz ze swoją siostrą wychowywał się w Filipinach i na Hawajach. Po odbyciu służby wojskowej, osiadł na stałe na Filipinach.

### Kariera
Debiutował na ekranie w filmie Chaku Master (1974). W dramacie wojennym Francisa Forda Coppoli Czas apokalipsy (Apocalypse Now, 1979) zagrał niewielką rolę adiutanta szalonego podpułkownika Billa Kilgore’a (Robert Duvall). 
W latach osiemdziesiątych grywał głównie w niskobudżetowych filmach akcji, z których wiele na Filipinach wyprodukowała wytwórnia Silver Star Film Company (na Filipinach znana pod nazwą Kinavesa) w reżyserii Teddy’ego Page’ego, Johna Gale’a i Mike’a Monty’ego. Wystąpił też w kilku projektach z Romano Kristoffem, Bruce’em Barone’em. Był wówczas jednym z bardziej płodnych aktorów występujących w filipińskich filmach klasy B. 
Wystąpił w filmach: Ostatni łowca (1980) jako amerykański dezerter z Davidem Warbeckiem i Johnem Steinerem, Wejście Ninja (Enter the Ninja, 1981) w reż. Menahema Golana u boku Franca Nero, Shō Kosugi, Susan George i Christopherem George, Intrusion: Cambodia (1984) z Romanem Kristoffem jako Greene, jeden z najemników dowodzonych przez Richarda Harrisona, Blood Debts (1985) jako gangster z Richardem Harrisonem i Mikiem Montym, Amerykański ninja (1985) z Michaelem Dudikoffem i Steve’em Jamesem oraz Robowar (1988) w reż. Bruna Matteiego u boku Reba Browna i Mela Davidsona. 
Pracował dla amerykańskich i włoskich filmowców kręcących swoje filmy na Filipinach. Jednym z europejskich reżyserów, którzy na ziemiach filipińskich realizowali swoje artystyczne wizje, był Bruno Mattei. Gaines wystąpił w siedmiu jego filmach (w trzech ostatnich w latach 2006–2007), w tym w popularnych filmach akcji Strike Commando (1987), Strike Commando 2 (1988) i Cop Game (1988).

## Wybrana filmografia
- 1974: Chaku Master jako Goon
- 1978: Last Target jako zabójca
- 1979: Czas apokalipsy (Apocalypse Now)
- 1980: The Quick Brown Fox jako zabójca
- 1980: Ostatni łowca (L’ultimo cacciatore) jako amerykański dezerter
- 1981: Wejście Ninja (Enter the Ninja) jako człowiek Venariusa
- 1984: Cios zemsty Bruce’a (Bruce's Fist of Vengeance)
- 1985: Amerykański ninja (American Ninja)
- 1987: Jungle Rats
- 1987: Strike Commando
- 1988: Strike Commando 2
- 1988: Cop Game
- 1988: Robowar (Robowar – Robot da guerra) jako Sonny Peel
- 1988: Final Reprisal
- 1992: Niezniszczalna pięść (Eternal Fist) jako Scudder
- 1993: Amerykański Kickboxer 2 (American Kickboxer 2) jako pracownik magazynu
- 1995: Die xue rou qing
- 1996: DNA jako komandos
- 2010: Nazywam się Khan (My Name Is Khan) jako motocyklista
- 2010: W pogoni za zemstą (Faster) jako więzień
- 2012: Pridyider jako szef policji